# Strážov
Strážov är en stad i Tjeckien.   Den ligger i regionen Plzeň, i den västra delen av landet, 120 km sydväst om huvudstaden Prag. Strážov ligger 483 meter över havet och antalet invånare är 1 326.
Terrängen runt Strážov är kuperad söderut, men norrut är den platt. Runt Strážov är det mycket glesbefolkat, med 6 invånare per kvadratkilometer. Närmaste större samhälle är Klatovy, 10,8 km norr om Strážov. I omgivningarna runt Strážov växer i huvudsak blandskog.